# Gustaf Lewenhaupt
Carl Gustaf Sixtensson Lewenhaupt (Örebro, 20 augustus 1879 - Stockholm, 7 augustus 1962) was een Zweeds ruiter, die gespecialiseerd was in springen en Moderne vijfkamper.
Tijdens de Olympische Zomerspelen 1912 won Lewenhaupt de gouden medaille in de landenwedstrijd springconcours.
Lewenhaupt nam tijdens de spelen in eigen land ook deel aan de moderne vijfkamp.

## Resultaten
- Olympische Zomerspelen 1912 in Stockholm  springenconcours landenwedstrijd met Mendusa
- Olympische Zomerspelen 1912 in Stockholm 9e springenconcours met Mendusa
- Olympische Zomerspelen 1912 in Stockholm 17e moderne vijfkamp

1912: Lewenhaupt, Kilman, von Rosen ·
1920: König, von Rosen, Norling ·
1924: Thelning, Ståhle, Lundström ·
1928: Navarro, Álvarez, García ·
1936: Hasse, von Barnekow, Brandt ·
1948: Mariles, Uriza, Valdés ·
1952: White, Stewart, Llewellyn ·
1956: Winkler, Thiedemann, Lütke-Westhues ·
1960: Winkler, Thiedemann, Schockemöhle ·
1964: Schridde, Jarasinski, Winkler ·
1968: Day, Gayford, Elder ·
1972: Ligges, Wiltfang, Steenken, Winkler ·
1976: Parot, Rozier, Roguet, Roche ·
1980: Tsjoekanov, Poganovsky, Asmaje, Korolkov ·
1984: Fargis, Homfeld, Burr Howard, Smith ·
1988: Beerbaum, Brinkmann, Hafemeister, Sloothaak ·
1992: Raijmakers, Romp, Tops, Lansink ·
1996: Sloothaak, Nieberg, Kirchhoff, Beerbaum ·
2000: Beerbaum, Nieberg, Ehning, Becker ·
2004: Wylde, Ward, Madden, Kappler ·
2008: Ward, Kraut, Simpson, Madden ·
2012: Skelton, Maher, Brash, Charles ·
2016: Rozier, Staut, Bost, Leprévost ·
2020: von Eckermann, Baryard-Johnsson, Fredricson ·
2024: Maher, Charles, Brash